# Клод Дебиси
Ашил-Клод Дебиси (фр. Achille-Claude Debussy; Сен Жермен ан Ле, 22. август 1862 — Париз, 25. март 1918) је био француски композитор. Заједно са Морисом Равелом, сматра се једном од најистакнутијих личности у области импресионистичке музике, мада он сам није волео да се овај термин употребљава за његове композиције. Дебиси је био не само један од најважнијих француских композитора већ је био и средишња фигура целе европске музике на прелазу из деветнаестог у двадесети век.
Дебисијева музика практично дефинише прелазак из касно-романтичарске музике ка модернистичкој музици 20. века. У француским књижевним круговима, стил овог периода био је познат као симболизам, покрет који је непосредно инспирисао Дебисија како као композитора, тако и као активног учесника у културном животу.
Извођење Дебисијеве опере Пелеас и Мелисандра донело му је светску славу. На почетку Првог светског рата био је један од најславнијих композитора, али није дуго уживао у тој слави. Умро је у Паризу после неколико година. Оставио је за собом више композиција са различитих подручја: композиције за децу Дечји кутак и балет Кутијица играчака, десет програмских оркестарских композиција међу којима се истичу Поподне једног Фауна и Море.